# Список птахів Мадейри
Це перелік видів птахів, зафіксованих на Мадейрі. Авіфауна Мадейри налічує загалом 357 видів, з яких 2 види є ендемічними, а 9 були інтродуковані людьми. 2 види мешкали на Мадейрі, однак вимерли.

## Позначки
Наступні теги використані для виділення деяких категорій птахів.
- (А) Випадковий — вид, який рідко або випадково трапляється на Мадейрі
- (Е) Ендемічий — вид, який є ендеміком Мадейри
- (I) Інтродукований — вид, завезений на Мадейру як наслідок, прямих чи непрямих дій людських дій
- {Extinct} Вимерлий — вид, який мешкав на Мадейрі, однак повністю вимер.

## Гусеподібні(Anseriformes)
Родина: Качкові (Anatidae)
- Гуска сіра, Anser anser (A)
- Гуска білолоба, Anser albifrons (A)
- Anser fabalis (A)
- Гуменник короткодзьобий, Anser brachyrhynchus (A)
- Казарка чорна, Branta bernicla (A)
- Казарка білощока, Branta leucopsis (A)
- Казарка канадська, Branta canadensis (A)
- Лебідь-шипун, Cygnus olor
- Огар рудий, Tadorna ferruginea (A)
- Галагаз звичайний, Tadorna tadorna (A)
- Качка мускусна, Cairina moschata (I)
- Каролінка, Aix sponsa (A)
- Чирянка велика, Spatula querquedula (A)
- Чирянка блакитнокрила, Spatula discors (A)
- Широконіска північна, Spatula clypeata (A)
- Нерозень, Mareca strepera (A)
- Свищ євразійський, Mareca penelope (A)
- Свищ американський, Mareca americana
- Крижень звичайний, Anas platyrhynchos
- Шилохвіст північний, Anas acuta (A)
- Чирянка мала, Anas crecca
- Чирянка вузькодзьоба, Marmaronetta angustirostris (A)
- Попелюх звичайний, Aythya ferina (A)
- Чернь канадська, Aythya collaris (A)
- Чернь чубата, Aythya fuligula (A)
- Чернь морська, Aythya marila (A)
- Чернь американська, Aythya affinis (A)
- Турпан білолобий, Melanitta perspicillata (A)
- Синьга, Melanitta nigra (A)
- Морянка, Clangula hyemalis (A)
- Гоголь малий, Bucephala albeola (A)
- Гоголь зеленоголовий, Bucephala clangula (A)
- Крех середній, Mergus serrator (A)

## Куроподібні(Galliformes)
Родина: Фазанові (Phasianidae)
- Куріпка сіра, Perdix perdix (A)
- Фазан звичайний, Phasianus colchicus (I)
- Павич звичайний, Pavo cristatus (Ex)
- Перепілка звичайна, Coturnix coturnix
- Кеклик червононогий, Alectoris rufa (I)

## Пірникозоподібні(Podicipediformes)
Родина: Пірникозові (Podicipedidae)
- Пірникоза мала, Tachybaptus ruficollis (A)
- Пірникоза рябодзьоба, Podilymbus podiceps (A)
- Пірникоза червоношия, Podiceps auritus (A)
- Пірникоза чорношия, Podiceps nigricollis (A)

## Голубоподібні(Columbiformes)
Родина: Голубові (Columbidae)
- Голуб сизий, Columba livia
- Голуб-синяк, Columba oenas (A)
- Припутень, Columba palumbus (A)
- Columba trocaz (E)
- Горлиця звичайна, Streptopelia turtur
- Горлиця садова, Streptopelia decaocto (I)

## Дрохвоподібні(Otidiformes)
Родина: Дрохвові (Otididae)
- Хохітва, Tetrax tetrax (A)

## Зозулеподібні(Cuculiformes)
Родина: Зозулеві (Cuculidae)
- Зозуля чубата, Clamator glandarius (A)
- Зозуля звичайна, Cuculus canorus (A)

## Дрімлюгоподібні(Caprimulgiformes)
Родина: Дрімлюгові (Caprimulgidae)
- Анаперо віргінський, Chordeiles minor (A)
- Дрімлюга іспанський, Caprimulgus ruficollis (A)
- Дрімлюга звичайний, Caprimulgus europaeus (A)

## Серпокрильцеподібні(Apodiformes)
Родина: Серпокрильцеві (Apodidae)
- Голкохвіст східний, Chaetura pelagica (A)
- Серпокрилець білочеревий, Apus melba (A)
- Серпокрилець чорний, Apus apus
- Серпокрилець канарський, Apus unicolor
- Серпокрилець блідий, Apus pallidus
- Серпокрилець малий, Apus affinis (A)
- Серпокрилець білогузий, Apus caffer (A)

## Журавлеподібні(Gruiformes)
Родина: Пастушкові (Rallidae)
- Пастушок водяний, Rallus aquaticus (A)
- Деркач лучний, Crex crex (A)
- Погонич каролінський, Porzana carolina (A)
- Погонич звичайний, Porzana porzana (A)
- Курочка мала, Paragallinula angulata (A)
- Курочка водяна, Gallinula chloropus
- Лиска звичайна, Fulica atra
- Лиска американська, Fulica americana (A)
- Султанка африканська, Porphyrio alleni (A)
- Porphyrio martinicus (A)
- Султанка пурпурова, Porphyrio porphyrio (A)
- Погонич малий, Zapornia parva (A)
- Погонич-крихітка, Zapornia pusilla (A)

Родина: Журавлеві (Gruidae)
- Журавель сірий, Grus grus (A)

## Сивкоподібні(Charadriiformes)
Родина: Лежневі (Burhinidae)
- Лежень степовий, Burhinus oedicnemus (A)

Родина: Чоботарові (Recurvirostridae)
- Кулик-довгоніг чорнокрилий, Himantopus himantopus (A)
- Чоботар синьоногий, Recurvirostra avosetta (A)

Родина: Куликосорокові (Haematopodidae)
- Кулик-сорока євразійський, Haematopus ostralegus (A)
- Кулик-сорока канарський, Haematopus meadewaldoi (Extinct)

Родина: Сивкові (Charadriidae)
- Сивка морська, Pluvialis squatarola (A)
- Сивка звичайна, Pluvialis apricaria (A)
- Сивка американська, Pluvialis dominica (A)
- Сивка бурокрила, Pluvialis fulva (A)
- Чайка чубата, Vanellus vanellus (A)
- Пісочник морський, Charadrius alexandrinus
- Пісочник великий, Charadrius hiaticula (A)
- Пісочник малий, Charadrius dubius
- Пісочник крикливий, Charadrius vociferus (A)
- Хрустан євразійський, Charadrius morinellus (A)

Родина: Баранцеві (Scolopacidae)
- Бартрамія, Bartramia longicauda (A)
- Кульон середній, Numenius phaeopus (A)
- Кульон великий, Numenius arquata (A)
- Грицик малий, Limosa lapponica (A)
- Грицик великий, Limosa limosa (A)
- Крем'яшник звичайний, Arenaria interpres
- Побережник ісландський, Calidris canutus
- Брижач, Calidris pugnax (A)
- Побережник гострохвостий, Calidris acuminata (A)
- Побережник червоногрудий, Calidris ferruginea (A)
- Побережник білохвостий, Calidris temminckii (A)
- Побережник білий, Calidris alba
- Побережник чорногрудий, Calidris alpina
- Побережник морський, Calidris maritima (A)
- Побережник канадський, Calidris bairdii (A)
- Побережник малий, Calidris minuta (A)
- Побережник білогрудий, Calidris fuscicollis (A)
- Жовтоволик, Calidris subruficollis (A)
- Побережник арктичний, Calidris melanotos (A)
- Побережник тундровий, Calidris pusilla (A)
- Побережник аляскинський, Calidris mauri (A)
- Баранець малий, Lymnocryptes minimus (A)
- Слуква лісова, Scolopax rusticola
- Баранець звичайний, Gallinago gallinago
- Gallinago delicata (A)
- Плавунець довгодзьобий, Phalaropus tricolor (A)
- Плавунець круглодзьобий, Phalaropus lobatus (A)
- Плавунець плоскодзьобий, Phalaropus fulicarius (A)
- Набережник палеарктичний, Actitis hypoleucos
- Набережник плямистий, Actitis macularius (A)
- Коловодник лісовий, Tringa ochropus (A)
- Коловодник малий, Tringa solitaria (A)
- Tringa erythropus (A)
- Коловодник строкатий, Tringa melanoleuca (A)
- Коловодник великий, Tringa nebularia (A)
- Коловодник жовтоногий, Tringa flavipes (A)
- Коловодник ставковий, Tringa stagnatilis (A)
- Коловодник болотяний, Tringa glareola (A)
- Коловодник звичайний, Tringa totanus (A)

Родина: Дерихвостові (Glareolidae)
- Бігунець пустельний, Cursorius cursor (A)
- Дерихвіст лучний, Glareola pratincola (A)

Родина: Поморникові (Stercorariidae)
- Поморник великий, Stercorarius skua
- Поморник антарктичний, Stercorarius maccormicki (A)
- Поморник середній, Stercorarius pomarinus
- Поморник короткохвостий, Stercorarius parasiticus
- Поморник довгохвостий, Stercorarius longicaudus

Родина: Алькові (Alcidae)
- Люрик, Alle alle (A)
- Іпатка атлантична, Fratercula arctica

Родина: Мартинові (Laridae)
- Мартин трипалий, Rissa tridactyla (A)
- Мартин вилохвостий, Xema sabini (A)
- Мартин тонкодзьобий, Chroicocephalus genei (A)
- Мартин канадський, Chroicocephalus philadelphia (A)
- Мартин звичайний, Chroicocephalus ridibundus
- Мартин малий, Hydrocoloeus minutus (A)
- Leucophaeus atricilla (A)
- Мартин ставковий, Leucophaeus pipixcan (A)
- Мартин середземноморський, Ichthyaetus melanocephalus
- Мартин каспійський, Ichthyaetus ichthyaetus (A)
- Мартин сизий, Larus canus (A)
- Мартин аляскинський, Larus brachyrhynchus (A)
- Мартин делаверський, Larus delawarensis (A)
- Мартин сріблястий, Larus argentatus (A)
- Larus michahellis
- Мартин гренландський, Larus glaucoides (A)
- Мартин чорнокрилий, Larus fuscus
- Мартин полярний, Larus hyperboreus (A)
- Мартин морський, Larus marinus (A)
- Крячок строкатий, Onychoprion fuscatus (A)
- Крячок малий, Sternula albifrons (A)
- Крячок чорнодзьобий, Gelochelidon nilotica (A)
- Крячок каспійський, Hydroprogne caspia (A)
- Крячок чорний, Chlidonias niger (A)
- Крячок білокрилий, Chlidonias leucopterus (A)
- Крячок білощокий, Chlidonias hybrida (A)
- Крячок рожевий, Sterna dougallii
- Крячок річковий, Sterna hirundo
- Крячок полярний, Sterna paradisaea
- Крячок рябодзьобий, Thalasseus sandvicensis (A)

## Фаетоноподібні(Phaethontiformes)
Родина: Фаетонові (Phaethontidae)
- Фаетон червонодзьобий, Phaethon aethereus (A)

## Гагароподібні(Gaviiformes)
Родина: Гагарові (Gaviidae)
- Гагара полярна, Gavia immer

## Буревісникоподібні(Procellariiformes)
Родина: Океанникові (Oceanitidae)
- Океанник Вільсона, Oceanites oceanicus
- Океанник білобровий, Pelagodroma marina
- Фрегета чорночерева, Fregetta tropica (A)

Родина: Качуркові (Hydrobatidae)
- Качурка морська, Hydrobates pelagicus
- Качурка північна, Hydrobates leucorhous (A)
- Качурка вилохвоста, Hydrobates monorhis (A)
- Качурка мадерійська, Oceanodroma castro

Родина: Буревісникові (Procellariidae)
- Буревісник кочівний, Fulmarus glacialis (A)
- Тайфунник мадерійський, Pterodroma madeira
- Тайфунник азорський, Pterodroma feae
- Тайфунник бугіойський, Pterodroma deserta
- Тайфунник кубинський, Pterodroma hasitata (A)
- Бульверія тонкодзьоба, Bulweria bulwerii
- Calonectris diomedea
- Буревісник кабо-вердійський, Calonectris edwardsii (A)
- Буревісник великий, Ardenna gravis
- Буревісник сивий, Ardenna griseus (A)
- Буревісник малий, Puffinus puffinus
- Буревісник балеарський, Puffinus mauretanicus (A)
- Буревісник канарський, Puffinus baroli

## Лелекоподібні(Ciconiiformes)
Родина: Лелекові (Ciconiidae)
- Лелека чорний, Ciconia nigra (A)
- Лелека білий, Ciconia ciconia (A)

## Сулоподібні(Suliformes)
Родина: Сулові (Sulidae)
- Сула білочерева, Sula leucogaster (A)
- Сула атлантична, Morus bassanus (A)

Родина: Бакланові (Phalacrocoracidae)
- Баклан великий, Phalacrocorax carbo (A)
- Баклан чубатий, Gulosus aristotelis (A)

## Пеліканоподібні(Pelecaniformes)
Родина: Чаплеві (Ardeidae)
- Бугай водяний, Botaurus stellaris (A)
- Бугайчик звичайний, Ixobrychus minutus (A)
- Чапля сіра, Ardea cinerea
- Чапля руда, Ardea purpurea (A)
- Чепура велика, Ardea alba
- Чепура мала, Egretta garzetta
- Чапля рифова, Egretta gularis (A)
- Чапля єгипетська, Bubulcus ibis (A)
- Чапля жовта, Ardeola ralloides (A)
- Чапля зелена, Butorides virescens (A)
- Квак звичайний, Nycticorax nycticorax (A)
- Квак чорногорлий, Nyctanassa violacea (A)

Родина: Ібісові (Threskiornithidae)
- Коровайка бура, Plegadis falcinellus (A)
- Косар білий, Platalea leucorodia (A)

## Яструбоподібні(Accipitriformes)
Родина: Скопові (Pandionidae)
- Скопа, Pandion haliaetus (A)

Родина: Яструбові (Accipitridae)
- Шуліка чорноплечий, Elanus caeruleus (A)
- Стерв'ятник, Neophron percnopterus (A)
- Осоїд євразійський, Pernis apivorus (A)
- Змієїд блакитноногий, Circaetus gallicus (A)
- Орел-карлик, Hieraaetus pennatus (A)
- Орел рудий, Aquila rapax (A)
- Орел степовий, Aquila nipalensis (A)
- Лунь очеретяний, Circus aeruginosus (A)
- Лунь польовий, Circus cyaneus (A)
- Лунь степовий, Circus macrourus (A)
- Лунь лучний, Circus pygargus (A)
- Яструб малий, Accipiter nisus
- Шуліка рудий, Milvus milvus (A)
- Шуліка чорний, Milvus migrans (A)
- Канюк звичайний, Buteo buteo
- Канюк степовий, Buteo rufinus (A)

## Совоподібні(Strigiformes)
Родина: Сипухові (Tytonidae)
- Сипуха крапчаста, Tyto alba

Родина: Совові (Strigidae)
- Сплюшка євразійська, Otus scops (A)
- Сова вухата, Asio otus (A)
- Сова болотяна, Asio flammeus (A)

## Bucerotiformes
Родина: Одудові (Upupidae)
- Одуд, Upupa epops

## Сиворакшоподібні(Coraciiformes)
Родина: Рибалочкові (Alcedinidae)
- Рибалочка блакитний, Alcedo atthis (A)

Родина: Бджолоїдкові (Meropidae)
- Бджолоїдка зелена, Merops persicus (A)
- Бджолоїдка звичайна, Merops apiaster (A)

Родина: Сиворакшові (Coraciidae)
- Сиворакша євразійська, Coracias garrulus (A)

## Дятлоподібні(Piciformes)
Родина: Дятлові (Picidae)
- Крутиголовка звичайна, Jynx torquilla (A)

## Соколоподібні(Falconiformes)
Родина: Соколові (Falconidae)
- Боривітер степовий, Falco naumanni (A)
- Боривітер звичайний, Falco tinnunculus
- Кібчик червононогий, Falco vespertinus (A)
- Підсоколик Елеонори, Falco eleonorae (A)
- Підсоколик малий, Falco columbarius (A)
- Підсоколик великий, Falco subbuteo (A)
- Сапсан, Falco peregrinus (A)

## Папугоподібні(Psittaciformes)
Родина: Psittaculidae
- Папуга Крамера, Psittacula krameri (I)

## Горобцеподібні(Passeriformes)
Родина: Вивільгові (Oriolidae)
- Вивільга звичайна, Oriolus oriolus (A)

Родина: Сорокопудові (Laniidae)
- Сорокопуд терновий, Lanius collurio (A)
- Сорокопуд червоноголовий, Lanius senator (A)

Родина: Воронові (Corvidae)
- Галка звичайна, Corvus monedula (A)
- Грак, Corvus frugilegus (A)
- Ворона сіра, Corvus cornix (A)
- Крук звичайний, Corvus corax (A)

Родина: Жайворонкові (Alaudidae)
- Жайворонок малий, Calandrella brachydactyla (A)
- Жайворонок степовий, Melanocorypha calandra (A)
- Жайворонок сірий, Alaudala rufescens
- Жайворонок лісовий, Lullula arborea (A)
- Жайворонок польовий, Alauda arvensis (A)

Родина: Очеретянкові (Acrocephalidae)
- Берестянка багатоголоса, Hippolais polyglotta (A)
- Берестянка звичайна, Hippolais icterina (A)
- Очеретянка лучна, Acrocephalus schoenobaenus (A)
- Очеретянка чагарникова, Acrocephalus palustris (A)
- Очеретянка ставкова, Acrocephalus scirpaceus
- Очеретянка африканська, Acrocephalus baeticatus (A)
- Очеретянка велика, Acrocephalus arundinaceus (A)

Родина: Кобилочкові (Locustellidae)
- Кобилочка річкова, Locustella fluviatilis (A)
- Кобилочка-цвіркун, Locustella naevia (A)

Родина: Ластівкові (Hirundinidae)
- Ластівка берегова, Riparia riparia (A)
- Ластівка скельна, Ptyonoprogne rupestris (A)
- Ластівка сільська, Hirundo rustica
- Ластівка даурська, Cecropis daurica (A)
- Ластівка міська, Delichon urbicum

Родина: Вівчарикові (Phylloscopidae)
- Вівчарик жовтобровий, Phylloscopus sibilatrix (A)
- Вівчарик світлочеревий, Phylloscopus bonelli (A)
- Вівчарик лісовий, Phylloscopus inornatus (A)
- Вівчарик весняний, Phylloscopus trochilus (A)
- Вівчарик-ковалик, Phylloscopus collybita (A)
- Вівчарик іберійський, Phylloscopus ibericus (A)
- Вівчарик зелений, Phylloscopus trochiloides (A)
- Вівчарик амурський, Phyloscopus plumbeitarsus (A)

Родина: Кропив'янкові (Sylviidae)
- Кропив'янка чорноголова, Sylvia atricapilla
- Кропив'янка садова, Sylvia borin (A)
- Кропив'янка прудка, Sylvia curruca (A)
- Кропив'янка співоча, Curruca hortensis (A)
- Кропив'янка середземноморська, Curruca melanocephala (A)
- Кропив'янка берберійська, Curruca iberiae
- Кропив'янка сіра, Curruca communis (A)
- Кропив'янка піренейська, Curruca conspicillata

Родина: Золотомушкові (Regulidae)
- Золотомушка жовточуба, Regulus regulus
- Золотомушка мадерійська, Regulus madeirensis (E)

Родина: Воловоочкові (Troglodytidae)
- Волове очко, Troglodytes troglodytes (A)

Родина: Шпакові (Sturnidae)
- Шпак звичайний, Sturnus vulgaris
- Sturnus unicolor (A)
- Шпак рожевий, Pastor roseus (A)
- Майна індійська, Acridotheres tristis (A)
- Мерл зелений, Lamprotornis chalybaeus (A)

Родина: Дроздові (Turdidae)
- Дрізд лісовий, Hylocichla mustelina (A)
- Дрізд-омелюх, Turdus viscivorus (A)
- Дрізд співочий, Turdus philomelos (A)
- Дрізд білобровий, Turdus iliacus (A)
- Дрізд чорний, Turdus merula
- Чикотень, Turdus pilaris (A)
- Дрізд гірський, Turdus torquatus (A)
- Дрізд чорноволий, Turdus atrogularis (A)
- Дрізд рудоволий, Turdus ruficollis (A)

Родина: Мухоловкові (Muscicapidae)
- Мухоловка сіра, Muscicapa striata (A)
- Соловейко рудохвостий, Cercotrichas galactotes (A)
- Вільшанка, Erithacus rubecula
- Соловейко західний, Luscinia megarhynchos (A)
- Синьошийка, Luscinia svecica (A)
- Мухоловка мала, Ficedula parva (A)
- Мухоловка строката, Ficedula hypoleuca (A)
- Горихвістка звичайна, Phoenicurus phoenicurus (A)
- Горихвістка чорна, Phoenicurus ochruros (A)
- Скеляр строкатий, Monticola saxatilis (A)
- Трав'янка лучна, Saxicola rubetra (A)
- Трав'янка європейська, Saxicola rubicola (A)
- Кам'янка звичайна, Oenanthe oenanthe (A)
- Кам'янка попеляста, Oenanthe isabellina (A)
- Кам'янка пустельна, Oenanthe deserti (A)
- Oenanthe hispanica (A)

Родина: Астрильдові (Estrildidae)
- Астрильд смугастий, Estrilda astrild (I)
- Бенгалик червоний, Amandava amandava (I)

Родина: Тинівкові (Prunellidae)
- Тинівка лісова, Prunella modularis (A)

Родина: Горобцеві (Passeridae)
- Горобець хатній, Passer domesticus
- Горобець чорногрудий, Passer hispaniolensis (I)
- Горобець скельний, Petronia petronia

Родина: Плискові (Motacillidae)
- Плиска гірська, Motacilla cinerea
- Плиска жовта, Motacilla flava (A)
- Плиска жовтоголова, Motacilla citreola (A)
- Плиска біла, Motacilla alba
- Щеврик азійський, Anthus richardi (A)
- Щеврик польовий, Anthus campestris (A)
- Щеврик архіпелаговий, Anthus berthelotii
- Щеврик лучний, Anthus pratensis (A)
- Щеврик лісовий, Anthus trivialis (A)
- Щеврик червоногрудий, Anthus cervinus (A)
- Щеврик острівний, Anthus petrosus (A)

Родина: В'юркові (Fringillidae)
- Зяблик звичайний, Fringilla coelebs
- В'юрок, Fringilla montifringilla (A)
- Костогриз звичайний, Coccothraustes coccothraustes (A)
- Bucanetes githaginea (A)
- Зеленяк звичайний, Chloris chloris
- Коноплянка, Linaria cannabina
- Чечітка звичайна, Acanthis flammea (A)
- Шишкар сосновий, Loxia pytyopsittacus (A)
- Шишкар ялиновий, Loxia curvirostra (A)
- Щиглик звичайний, Carduelis carduelis
- Щедрик європейський, Serinus serinus (A)
- Канарка, Serinus canaria
- Чиж лісовий, Spinus spinus

Родина: Calcariidae
- Пуночка снігова, Plectrophenax nivalis (A)

Родина: Вівсянкові (Emberizidae)
- Просянка, Emberiza calandra (A)
- Вівсянка садова, Emberiza hortulana (A)
- Вівсянка очеретяна, Emberiza schoeniclus (A)
- Вівсянка-крихітка, Emberiza pusilla (A)

Родина: Піснярові (Parulidae)
- Пісняр горихвістковий, Setophaga ruticilla (A)
- Пісняр-лісовик золотистий, Setophaga petechia (A)